# Sten Barnekow
Ulf Sten Christian Barnekow, född 11 december 1962 i Möllevångens församling, Malmöhus län, är en svensk fackboksförfattare, forskare och doktor i religionsantropologi. Han är bror till Hélène Barnekow och Björn Barnekow.
År 2003 disputerade Barnekow vid Lunds Universitet i ämnet religionsantropologi med avhandlingen "Erfarenheter av zen".

## Forskning
Barnekow har studerat japansk zenbuddhism sedan 1989 och har författat biografier inom området. Biografierna kartlägger olika typer av ämne som är kopplat till zenbuddhism såsom feminism, religiösa ideal och relationer.  Forskningen kartlägger även komplexa idéer och läxor i olika zenbuddistiska och buddhistiska skolor och traditioner. Verken har haft en påverkan på den teoretiska humanvetenskapen kopplad till zen.
Barnekow har arbetat med den japanska zenprästen Shōhaku Okumura i sin forskning.

## Verk
Barnekows forskning har publicerats i flera olika verk:
- Barnekow, Sten, 1962-. - Erfarenheter av zen / Sten Barnekow.. - 2003. - ISBN 9157804435
- Barnekow, Sten, 1962-. - Än Zen då. Bd 2 / Sten Barnekow. - 2016
- Barnekow, Sten, 1962-. - Än Zen då Bd 1 / Sten Barnekow.. - 2016